# Ricimero
Flavio Ricimèro o Recimèro (in latino Flavius Ricimerus; 405 – Roma, 18 agosto 472) è stato un politico e generale goto naturalizzato romano effettivo detentore del potere dagli anni 460 fino alla sua morte.

## Biografia
Flavio Ricimero era un germano cristiano ariano, per metà svevo e per metà visigoto, figlio di un principe degli Svevi e della figlia di Vallia, re dei Visigoti.
Trascorse la sua giovinezza alla corte dell'imperatore romano d'Occidente Valentiniano III, dove si distinse combattendo al comando di Aezio, magister militum d'Occidente, avanzando di grado nei tardi anni 450. Ricimero era amico di Giulio Valerio Maggioriano, un nobile romano anche lui comandante di Aezio.
Alla morte di Aezio prima e di Valentiniano III poi, in Occidente si creò una situazione di potere vacante: l'imperatrice Licinia Eudossia avrebbe preferito conferire la porpora a Maggioriano, cosa che avrebbe posto Ricimero molto vicino al potere, ma il senatore Petronio Massimo assunse il potere, per poi essere ucciso quando il re dei Vandali, Genserico, saccheggiò Roma nel maggio del 455. Fu allora il nobile gallo-romano Avito a salire sul trono imperiale d'Occidente, grazie all'appoggio decisivo dei Visigoti; dopo il suo arrivo a Roma, Avito nominò Ricimero magister militum (comandante in capo) dell'esercito, e Ricimero creò una nuova armata e una nuova flotta, utilizzando mercenari di origine germanica.
Dopo aver lasciato Roma, Genserico aveva lasciato una potente flotta per bloccare le coste italiche. Nel 456, però, Ricimero affrontò la flotta vandala con le sue navi e ottenne una vittoria vicino alla Corsica. Poi batté un esercito vandalo anche sulla terraferma, vicino ad Agrigento (Sicilia). Acquistata una grande popolarità in seguito a questi successi militari come unico condottiero capace di sconfiggere i Vandali, ottenne dal Senato il permesso per una spedizione contro l'imperatore Avito, entrato in conflitto con l'aristocrazia senatoria, che sconfisse nella sanguinosa battaglia combattuta il 16 ottobre 456 a Piacenza. Avito fu catturato e poco dopo messo a morte. Ricimero ottenne poi il titolo di Patrizio dall'imperatore romano d'Oriente Leone I il Trace, il quale confermò l'elevazione al trono del collega di Ricimero, Maggioriano, che si rivelò un sovrano capace e indipendente, diventando, perciò, scomodo. Nel 461 la flotta imperiale venne distrutta da Genserico (forse a seguito di un tradimento) vicino a Valenza (Spagna), proprio mentre l'imperatore cercava di organizzare una spedizione contro i Vandali per riconquistare l'Africa. Ricimero lo catturò mentre ritornava in Italia con una piccola scorta e ne cagionò l'assassinio il 7 agosto di quello stesso anno.
Fece abbellire a Roma (a sue spese, nel 459, anno del suo consolato) la chiesa di Sant'Agata, poi conosciuta come Sant'Agata dei Goti. Questo è l'unico esempio di luogo di culto ariano-cristiano della comunità gotica romana arrivato fino ai giorni nostri. Nel 593 fu consacrata al cattolicesimo da papa Gregorio I.

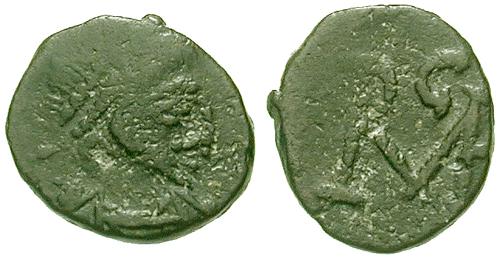
Moneta di bronzo di Libio Severo, uno degli "imperatori-fantoccio" messi sul trono da Ricimero

Ricimero pose sul trono il più docile Libio Severo, che però si trovò di fronte alla disapprovazione dell'imperatore d'Oriente e alla rivalità di Egidio in Gallia. Dopo la morte di Libio nel 465, Ricimero (che forse aveva avvelenato l'imperatore) governò da solo per otto mesi. Alla fine, però, dovette accettare Antemio (scelto da Leone), di cui sposò la figlia Alipia.
Nel 468 comandò un'ampia fetta delle truppe romane nel corso di una spedizione organizzata da Leone contro Genserico. La spedizione però fallì e Ricimero fu accusato di aver tramato perché ciò accadesse. Quattro anni dopo Ricimero si spostò a Mediolanum (Milano) a seguito della condanna a morte del suo collaboratore Romano, pronto a muovere guerra contro Antemio. Epifanio, vescovo di Pavia, riuscì ad ottenere una tregua, che, però, durò poco. Nel successivo luglio, Ricimero, dopo aver posto sotto assedio la città di Roma, sconfisse Antemio, che fu ucciso. Comunque, meno di due mesi dopo, Ricimero morì in seguito ad una emorragia gastrica e il titolo di Patrizio fu conferito al nipote Gundobado.
Nel corso della sua vita Ricimero difese le province dagli attacchi degli Ostrogoti e degli Alani, che secondo la leggenda sconfisse al passo della Presolana, in territorio bergamasco (da Presi Alani, per il grande numero di prigionieri fatti), nella Valle di Scalve (scalve dal grande numero di teschi rimasti sul terreno).